# Pit Ludwig
Pit Ludwig (* 27. März 1916 in Mainz-Kostheim; † 26. Juli 1997 in Darmstadt) war ein deutscher Fotograf, Werbegrafiker und Kulturschaffender.

## Leben
Der in Darmstadt aufgewachsene Pit Ludwig fand während eines neunsemestrigen Medizinstudiums zur Fotografie.
Ab 1940 ließ er sich von Sonja Georgi in Berlin zum Pressebildberichterstatter ausbilden. Seine beruflichen Anfänge als Modefotograf und Bildberichter der Filmgesellschaft TOBIS wurden 1942 von der Einberufung zur Wehrmacht unterbrochen.
Nach der Rückkehr aus sowjetischer Kriegsgefangenschaft gehörte Pit Ludwig 1946 in Hamburg zu den ersten Mitarbeitern der ila-Bildzentrale. Im Jahr 1948 übersiedelte er nach Darmstadt. 
Eine eigene Bildagentur, die pbs-Pressebildstelle, gründete er 1948 in Darmstadt. Seine Aufnahmen erschienen im Darmstädter Echo und in dem Kultur- und Veranstaltungskalender „Lebendiges Darmstadt“. Als Fotograf des Landestheaters Darmstadt dokumentierte er zwischen 1951 und 1981 die Arbeit der Intendanten Sellner, Hering und Beelitz. Pit Ludwigs Theateraufnahmen und Porträts der in Darmstadt lebenden oder auftretenden Künstler haben mittlerweile ihren festen Platz in der Darmstädter Geschichtsüberlieferung gefunden. Im Gegensatz hierzu findet Pit Ludwigs inszenierte und zweckfreie Kunstfotografie heute kaum noch Beachtung.
Im Jahre 1952 gründete er den später legendären „Keller-Club“ im Darmstädter Schloss und schuf damit eine lebendige Begegnungsstätte für Darmstadts Künstler. Durch sein vielseitiges Eintreten für die Belange der Künstlerschaft wurde Pit Ludwig in Darmstadt zur kulturellen Institution. Seit 1956 gehörte er der „Neuen Darmstädter Sezession“ an. In der „Neuen Darmstädter Sezession“ entfaltete Ludwig kunstpolitische Aktivitäten. Im Jahre 1971 wurde Ludwig zum Präsidenten der Künstlergruppe gewählt.
Innerhalb der „Aktion Theaterfoyer“, im 1972 eingeweihten neuen Staatstheater, übernahm Ludwig den Part des Ausstellungsmachers. Die Darmstädter „Kunstzelte“ während der Weihnachtsmärkte lebten anfänglich allein von seinem Engagement.
Pit Ludwig wurde auf dem alten Friedhof in Darmstadt bestattet (Grabstelle: IV Mauer 162).

## Werk
In der Auseinandersetzung mit den Printmedien entwickelte Ludwig einen persönlichen Aufnahme- und Reproduktionsstil mit einer Vorliebe für Schwarz-Weiß-Kontraste und grafische Bildwirkungen.
Er selbst nannte diese Technik „Fotografik“.

## Ehrungen
Die Stadt Darmstadt würdigte Ludwigs Lebenswerk als Fotograf und Kulturschaffender 1976 mit der Verleihung der Johann-Heinrich-Merck-Ehrung.